# Зубкова, Наталья Павловна
Наталья Павловна Зубкова (по мужу Новакова) (11 апреля 1947, город Москва) — советская и российская театральная актриса, народная артистка Российской Федерации (1996), актриса и режиссёр Ставропольского театра драмы, преподаватель факультета искусств Ставропольского государственного университета и Ставропольского училища искусств.

## Биография
Родилась 11 апреля 1947 года в городе Москве в семье военнослужащего.
Завершила обучение и получила театральное образование, окончив актерское отделение Тюменского училища искусств. Также имеет высшее режиссёрское образование, получила диплом факультета искусств Ставропольского государственного университета. 
Начала свою актёрскую жизнь в театре в городе Тюмени. Трудилась в театральной труппе Уссурийского драматического театра, Театр Группы Советских войск в Германии.
С 1984 года и до настоящего времени работает на сцене Ставропольского театра драмы. Более 35 лет радует своей театральной работой местных поклонников искусства. В этом же театре, имея режиссёрское образование, является автором ряда постановок.
Обращала своё внимание и на педагогическую деятельность. Руководитель трёх выпусков актёрского курса Ставропольского училища искусств, а также выпусков актёрского отделения факультета искусств Ставропольского университета. Профессор.
Воспитала сына. Супруг — Михаил Новаков, актёр.

## Награды и премии
- Медаль Пушкина (31 января 2002 года) — за многолетнюю плодотворную деятельность в области культуры и искусства, большой вклад в укрепление дружбы и сотрудничества между народами[5].
- Народная артистка Российской Федерации (13 июня 1996 года) — за заслуги перед государством и многолетний добросовестный труд[6].
- Заслуженная артистка РСФСР (26 октября 1981 года) — за заслуги в области советского театрального искусства[7].
- Медаль «За заслуги перед Ставропольским краем».
- Серебряная медаль им. А. Д. Попова (1984).
- Премия Тюменского комсомола (1984).
- почётная медаль за «Инновации и развитие»
- 2 премии Губернатора Ставропольского края в области театрального искусства им. М. П. Кузнецова.
- Специальный приз конкурса «Женщина года Ставрополя — 2011».

## Работы в театре

### Ставропольский театр драмы

#### Актриса
- роль Аркадиной («Чайка» А. П. Чехова)
- роль Ады («Три супруги совершенства» А. Касоны)
- роль Бланш ("Трамвай «Желание» Т. Уильямса)
- роль Варвары Васильевны («Осенние скрипки» И. Сургучева)
- роль Вассы Железновой («Васса Железнова» М. Горького)
- роль Виринеи («Виринея» Л. Н. Сейфуллиной)
- роль Джулии («Альпийская баллада» В. Быкова)
- роль Екатерины I («Шут Балакирев» Г. Горина)
- роль Екатерины II («Фаворит» В. Пикуля)
- роль Екатерины II («Царская охота» Л. Зорина)
- роль Елены Андреевны («Дядя Ваня» А. П. Чехова)
- роль Елизаветы («Шах королеве!» М. Новакова)
- роль Каролины («Недосягаемая» С. Моэма)
- роль Катерины («Леди Макбет Мценского уезда» по Н. С. Лескову)
- роль Клары Цеханассьян («Визит дамы» Ф. Дюрренматта)
- роль Констанции («Женское постоянство» С. Моэма)
- роль Кручининой («Без вины виноватые» А. Островского)
- роль Леы («Голубчик» Колетт)
- роль Леди Кэтрин («Круг»)
- роль Мамаевой («На всякого мудреца довольно простоты» А. Островского)
- роль Маргариты («Дама с камелиями» А. Дюма)
- роль Марго («Шарады Бродвея» М. Орра и Р. Дэнема)
- роль Марии Стюарт («Да здравствует королева, виват!» Р. Болта)
- роль Марии Стюарт («Мария Стюарт» Ф. Шиллера)
- роль Медеи («Медея» Еврипида)
- роль Мирандолины («Трактирщица» К. Гольдони)
- роль Миссис Чивли («Идеальный муж» О. Уайльда)
- роль Нилы Снижко («Барабанщица» А. Д. Салынского)
- роль Нины («Я стою у ресторана…» Э. С. Радзинского)
- роль Памелы («Моя дорогая Памела» Дж. Патрика)
- роль Серафины («Татуированная роза» Т. Уильямса)
- роль Тани («Пока она умирала» Н. Птушкиной)
- роль Филумены («Филумена Мартурано» Э. де Филиппо)
- роль Ханумы («Проделки Ханумы» А. Цагарели)
- роли Эймен, Бобби, Жанет («Последний пылкий влюбленный» Н. Саймона)
- роль Эммы Бовари («Мадам Бовари» Г. Флобера)
- роль Элеоноры («Месье Амилькар» Ива Жамиака)
- роль Элиноры («Лев зимой» Дж. Голдмена)
- роль Женщины с длинными ногтями («Лайф-Лайф»)

#### Режиссёр
- постановка А. Касона «Дикарь»
- постановка М. Зощенко «Гримасы жизни с неожиданным антрактом»
- постановка М. Мэйо, М. Эннекен «Моя жена — лгунья»
- постановка Е. Шварц «Голый король»
- постановка В. Гюго «Рюи Блаз»
- постановка Т. Габбе «Жан Бесстрашный»
- постановка А. С. Пушкин «Евгений Онегин»
- постановка Б. Заходер, В. Климовский «Крылья Дюймовочки»
- постановка Э. Лабиш «Жених для майора»
- постановка Н. Птушкина «Жемчужина черная, жемчужина белая»
- постановка Г. Сапгир, П. Цыферов «Золотое ухо»
- постановка С. Прокофьева, И. Токмакова «Финист — Ясный Сокол»
- постановка В. Ежов « Соловьиная ночь»
- постановка Г. Х. Андерсен «В некотором королевстве…»
- постановка А. С. Пушкин «Сказка о царе Салтане»
- постановка Н. Рубцов «Пусть душа останется чиста»
- постановка С. Есенин «Венец певца — венец терновый»
- постановка В. Розов «В день свадьбы»
- постановка Л. Зорин «Царская охота»
- постановка М. Панфилова-Рыжкова «Тайна заколдованного портрета»
- постановка Н. Птушкина «Браво, Лауренсия!»
- постановка А. ДُЭннери, Ф. Дюмануар «Дон Сезар де Базан»
- постановка Д. Псафас «Требуется лжец»
- постановка Г. Мамлин «Эй, ты здравствуй!»
- постановка М. Новаков «Шах королеве!»
- постановка С. Маршак «Горя бояться — счастья не видать»
- постановка М. Новаков «У нас — все наоборот»
- постановка Н. Скороход «Собор Парижской Богоматери»
- постановка А. Арбузов «Вера, Надежда, Любовь»
- постановка Р. Киплинг «Маугли»
- постановка Ю. Юрченко «Бермуды»
- постановка М. Новаков «Дед Мороз, ау-у-у»
- постановка М. Новаков «Ты не Джульетта»
- постановка В. Шекспир «Ромео и Джульетта»
- постановка М. Старицкий «Ах, не говорите мне за любовь!»
- постановка А. Мардань «Ночь святого Валентина»
- постановка М. Новаков «Невероятные приключения Елочки и ее друзей»
- постановка Ж. Ануй «Генералы в юбках»
- постановка К. Людвиг «Одолжите тенора»
- постановка М. Новаков «Спящий красавец»
- постановкаЕ. Муравьев «Леонардо»
- постановка П. Бомарше «Безумный, безумный день…(Женитьба Фигаро)»